# Trebeše
Trebeše este o localitate din comuna Koper, Slovenia, cu o populație de 60 de locuitori.